# Nellickal Verkay Sheena
Nellickal Verkay Sheena (* 22. November 1992) ist eine indische Leichtathletin, die sich auf den Dreisprung spezialisiert hat.

## Sportliche Laufbahn
Ihren ersten internationalen Wettkampf bestritt Nellickal Verkay Sheena im Jahr 2013, als sie bei der Sommer-Universiade in Kasan mit einer Weite von 12,55 m in der Qualifikationsrunde ausschied. Im Jahr darauf belegte sie bei den Hallenasienmeisterschaften in Hangzhou mit 12,48 m den siebten Platz und 2017 gewann sie bei den Asienmeisterschaften in Bhubaneshwar mit 13,42 m die Bronzemedaille hinter den Kasachinen Marija Jefremowa und Irina Ektowa. Anschließend gelangte sie bei den Asian Indoor & Martial Arts Games in Aşgabat mit 12,96 m auf Rang vier. Im Jahr darauf sicherte sie sich bei den Hallenasienmeisterschaften in Teheran mit 13,37 m die Silbermedaille hinter der Kasachin Irina Ektowa. 2023 wurde sie bei den Hallenasienmeisterschaften in Astana mit 12,30 m Siebte und gelangte bei den Asienspielen in Hangzhou mit 13,34 m auf Rang sechs.

## Persönliche Bestleistungen
- Dreisprung: 13,60 m (0,0 m/s), 2516. Juni 2023 in Bhubaneshwar
  - Dreisprung (Halle): 13,37 m, 1. Februar 2018 in Teheran